# Мордовец, Иосиф Лаврентьевич
Ио́сиф Лавре́нтьевич Мордо́вец (6 [18] апреля 1899, Недайвода, Екатеринославская губерния — 20 февраля 1976, Кишинёв) — советский организатор органов государственной безопасности, председатель КГБ при Совете Министров Молдавской ССР (1954—1955), генерал-майор (1945).

## Биография
Родился 6 (18) апреля 1899 года в селе Недайвода (ныне в Криворожском районе Днепропетровской области) в крестьянской семье. Украинец. В 1912 году окончил церковно-приходскую школу в родном селе. 
С 1912 по 1918 год работал коногоном, откатчиком, забойщиком на Александровском руднике шахты № 4 Днепровского уезда Екатеринославской губернии. 
В РККА с октября 1918 года, в 1918—1919 годах — рядовой отряда Савенко и Криворожского красногвардейского полка, в 1919—1923 годах — рядовой Отдельного кавалерийского полка 14-й армии и береговой обороны Чёрного моря.
С 1923 по 1924 год — батрак у кулаков в родном селе, затем — до ноября 1925 года секретарь местного сельсовета. В 1925—1926 годах — деловод Криворожского РИК, в 1926—1927 годах — председатель Криворожского райкома Союза совторгслужащих, в 1927—1930 годах — информатор Криворожского районного комитета КП(б) Украины.
Член ВКП(б) с июля 1929 года.
- 1930—1931 гг. — уполномоченный, начальник Долинского районного отдела ГПУ (УССР),
- 1931—1935 гг. — начальник Магдалиновского райотдела ГПУ—НКВД (Днепропетровская область),
- 1935—1938 гг. — начальник Городокского районного отдела НКВД (Каменец-Подольский округ/область),
- 1938—1940 гг. — начальник 2-го отдела УГБ, помощник, заместитель начальника, и. о. начальника Управления НКВД по Каменец-Подольской области,
- 1940—1941 гг. — заместитель наркома внутренних дел Молдавской ССР, заместитель наркома государственной безопасности Молдавской ССР,
- 1941—1942 гг. — заместитель начальника Особого отдела НКВД Южного фронта, заместитель начальника Особого отдела НКВД Северо-Кавказского фронта,
- 1942—1943 гг. — начальник Особого отдела НКВД Черноморской группы войск,
- 1943—1944 гг. — заместитель начальника Управления контрразведки Закавказского фронта, заместитель начальника Управления контрразведки 2-го Украинского фронта,
- 1944—1953 гг. — нарком-министр государственной безопасности Молдавской ССР,
- 1953—1954 гг. — министр внутренних дел Молдавской ССР,
- 1954—1955 гг. — председатель КГБ при Совете Министров Молдавской ССР,
- 1955—1956 гг. — начальник отдела кадров Министерства коммунального хозяйства Молдавской ССР.

С ноября 1956 года на пенсии.
Депутат Верховного Совета СССР 2—4-го созывов (1946—1958).

## Звания
- младший лейтенант ГБ, 23.03.1936;
- лейтенант ГБ, 23.08.1938;
- старший лейтенант ГБ, 11.01.1940;
- капитан ГБ, 28.04.1941;
- майор ГБ, 1942;
- полковник ГБ, 14.02.1943;
- комиссар ГБ, 09.03.1945;
- генерал-майор, 09.07.1945.

## Награды
- знак «Почётный работник ВЧК—ГПУ (XV)» (14.08.1938);
- орден «Знак Почёта»[3] (26.04.1940);
- орден Красного Знамени (27.03.1942);
- орден Красной Звезды (03.11.1944);
- орден Красного Знамени (12.05.1945);
- орден Красного Знамени (24.08.1949);
- орден Ленина (11.10.1949);
- орден Ленина;
- орден Отечественной войны 1-й степени;
- орден Красной Звезды;
- 6 медалей.